# 泰德·莫斯比
泰德·莫斯比（Ted Mosby），全名為西奥多·伊夫林·莫斯比（Theodore Evelyn Mosby），1978年4月25日出生。是美國影集《追愛總動員》裡的一個角色。由乔什·拉德诺飾演。泰德飾演該劇的靈魂人物，主要是在未來跟他的孩子說他年輕時如何遇到他們母親的的故事。

## 角色歷史
泰德，追愛總動員的靈魂人物。出生地為美國俄亥俄州（與本劇創作者卡特·贝斯相同），衛斯理大學畢業（與創作者克雷格·汤姆士相同）（页面存档备份，存于），是一個建築師。在他的好朋友馬修·艾利克森與另一個好朋友莉莉·艾爾德林訂婚之後，泰德決定也開始尋找他的另一半，這也是這個影集的主要宗旨。除了跟莉莉和馬修之外，還有另外兩個朋友羅蘋·什貝斯基和巴尼·史廷森。
泰德是一個非常浪漫無可救藥的人，在第一季的時候他曾經為了追羅蘋而偷了一家餐廳的藍色法國號；也為了等一個曾經在四年前的萬聖節派對認識的女孩「淫蕩南瓜」而連續四年裝扮成選舉牌。泰德經常跟巴尼去酒吧搭訕，巴尼宣稱他們兩個是最佳搭訕拍檔。
泰德與馬修和莉莉三人是同一間大學的同學，泰德和馬修住在同一間寢室，後來馬修和莉莉交往，因此三人認識。泰德在大學的時候比較做作，經常跟他的初戀女友凱倫一起討論紅酒或是歷史等等一般人不會討論的話題。所以泰德的一些知識方面也比較強，經常糾正人。泰德也會西班牙文（第六季第二十集），法文和手語，泰德第一次跟巴尼認識的時候，巴尼要求泰德假裝聽不見幫助他追女生，但是泰德用手語和對方交談。泰德是大學時期與馬修一起開車回家之後才開始關係良好。大學畢業後，三個人一起搬到紐約曼哈頓區住，而泰德在一間建築師事務所上班。
在一次泰德的父母過來拜訪的時候，泰德提到他跟父母並不經常交談，因此他並不是很了解父母親的過去，這也促成了他想要對孩子說故事的動機。
在故事發生的進行中，泰德曾經三次遇見他未來的妻子，一次是在聖派屈克節裡撿到他妻子的小黃傘，一次是他第一次上課的時候走錯教室，而他未來的妻子就在那間教室。另一次是泰德跟他未來妻子的室友約會，但是他們沒照過面，只是泰德有看到腳踝。根據泰德的說法，泰德是在羅賓與巴尼的婚禮當中見到未來的妻子。
雖然巴尼看起來比較會跟人搭訕一夜情，但是到了第七季，有一次大家結算泰德約會過的女朋友居然高達三十位以上。

## 分季介紹
第一季時，泰德認識了羅賓，並且主動追求她。但羅賓並不想那麼快定下來，所以先拒絕了泰德，於是兩人維持朋友關係。在季中，因為參加他們的好朋友史都華的婚禮，泰德認識了一位糕點師「維多利亞」。泰德迅速地跟維多利亞交往，不過這時候，羅賓已經喜歡上泰德。不久，維多利亞接到了來自德國廚藝學院的電話，表示她之前的申請通過，可以去德國念書。最後維多利亞決定去德國，而泰德在機場表示要遠距離交往。但因為兩人的距離太遠，不久後泰德打算分手。這時候泰德接到了羅賓的電話，羅賓表示非常寂寞想要泰德過去。而泰德又接到莉莉的電話說羅賓喜歡他。最後泰德向羅賓說謊表示已經跟維多利亞分手。然而羅賓誤接到維多利亞的電話，並且非常生氣。所以泰德既沒有跟羅賓在一起，也跟維多利亞分手。經過一段沉澱之後，羅賓原諒了泰德。兩人關係恢復之後，泰德再次向羅賓告白，在季末的時候兩人終於開始交往。
第二季時，泰德的建築師事務所接到了一個大案子，由泰德的上司哈蒙（Hammond Druthers）主導設計，不過由於設計得非常糟，使得客戶非常生氣。最後因為泰德的設計，而挽救了這個生意。於是泰德升級成這個專案的經理。感情方面，因為泰德跟羅賓吵架，莫名其妙地兩人決定同居（第二季第十六集），並且是泰德搬到羅賓家住，後來兩人發現還是不適合同居，最終泰德還是沒有搬家，繼續跟莉莉和馬修住在原先的公寓裡。在季末，因為對未來規畫的不同，羅賓跟泰德決定和平分手。最後泰德又回復單身。
第三季時，泰德因為不爽看到羅賓帶回來的新阿根廷男友，而任意地在酒吧搭訕女生，之後因為酒醉而決定在腰部背後刺一隻蝴蝶。為了要除去刺青的關係，泰德認識了一位漂亮的皮膚科醫生「史黛拉」（Stella Zinman）。泰德決定要追求史黛拉醫生。經過十次的治療，最後史黛拉終於答應跟泰德進行一次兩分鐘快速約會，兩人也終於在一起交往。同時，因為發現巴尼跟羅賓一起上床，泰德對巴尼非常生氣，但因為一場車禍意外，泰德躺在病床上，而巴尼奮不顧身衝過來見泰德的行為讓兩人重修舊好。也因為這場車禍意外，泰德在季末跟史黛拉求婚。其他方面，泰德在本季買了一台車，但是因為馬修經濟上的困難，最後還是泰德把車賣了，並給了馬修一張支票。（第三季第十五集）
第四季時，史黛拉的妹妹無法在原本的預定好的結婚場地舉辦婚禮，於是史黛拉決定跟泰德倉促結婚。結婚當天，因為泰德把史黛拉的前夫帶到婚禮現場，最後史黛拉跟前夫離開，因此泰德在婚禮上被拋棄。同時，羅賓因為辭掉在日本的工作回來紐約，於是跟泰德住在一起（上一季時馬修和莉莉因為買新房子而搬出去）。兩人當室友的這段時間，短暫地發生了「砲友」（只上床未交往）關係，後來由於泰德發現巴尼喜歡上羅賓，便停止這樣的不正常關係。某一天，泰德發現莉莉經常破壞他的戀情，甚至是跟羅賓的戀情，因此泰德非常生氣。工作上，在巴尼的推薦下，泰德受邀到巴尼的GNB公司裡去幫忙設計新的大樓。最後因為GNB公司取消蓋新大樓的計畫，泰德被原先的建築事務所開除。泰德便決定要自行開業，但是營運不佳；後來在史黛拉的前夫的推薦下，泰德成為了一所大學的教授。
第五季時，泰德依然持續尋覓他孩子的母親。泰德在大學第一天上課的時候，不慎跑錯教室，不過這個跑錯教室，讓泰德的未來老婆第一次看到泰德。後來泰德在學校裡認識一位研究生欣蒂（Cindy），並且與之約會。根據未來泰德描述，原來欣蒂是未來孩子媽媽的室友，不過當時在她們的公寓裡泰德只有看到腳踝（12集）。後來泰德因為看到他媽媽再婚，一時衝動下，買了一間房子，而這也是經常看的到他兒子女兒畫面的房子（20集）。某一次，一部新的電影「婚禮新娘」（The Wedding Bride）上映，泰德發現那部電影是史黛拉的前夫寫的電影，所以內容是改編泰德跟史黛拉的交往過程，並且把泰德寫得很難聽，這讓泰德感到相當不滿。同時，由於羅賓跟新的男友唐決定同居的關係，羅賓決定搬出去與唐同居。因此泰德最後一個人自己住。其他方面，泰德其實會抽菸（11集）
第六季時，因為羅賓跟唐分手，所以又跑回來跟泰德一起住。而泰德在巴尼的推薦下，重新回到GNB準備把以前的設計過的大樓蓋起來。但是因為這座大樓得拆除一間老舊但有歷史價值的大樓。在勘查這座舊大樓的時候，泰德認識一位對這座舊大樓有興趣女性，柔伊（Zoey）。柔伊並不想要這座大樓被拆毀，便開始跟GNB公司抗議。原本泰德想要為了她更改設計，後來發現柔伊結婚之後，就開始跟柔伊對抗。但經過一番轉折，柔伊与泰德成為好朋友，甚至關係更進一步，兩人彼此喜歡。最後柔伊離婚，並與泰德在一起。但最終兩人還是因為大樓的關係，在本季倒數第二集的時候分手。
第七季一開始時，泰德表示在一個婚禮結束後見到母親。不久後泰德在一場建築師大會的派對上，遇見了以前的女朋友維多利亞（第七季第二集）。但是維多利亞向泰德表示她要結婚了。因此泰德持續在他的愛情之旅上面尋覓。有一天，泰德在路上看到了第一季曾經提過的「淫蕩南瓜」（Slutty Pumpkin）的服裝，於是循線找到了南瓜。但因為覺得沒有當初的感覺（第八集），最後兩人很快分手。之後，羅賓發現自己沒辦法懷孕之後，在陽台上對泰德訴說，於是泰德又再次跟羅賓告白，說「我愛你」。最後泰德因為發現其實羅賓和巴尼比較適合在一起，兩人談論以後，繼續維持朋友關係。但因為如此，馬修要求羅賓離開泰德的公寓，因此泰德又一個人住（16~17集）。但因為泰德覺得在這間公寓會觸景傷情，最後也離開了這間住了長達十年的公寓。不過泰德將公寓留給馬修和莉莉，所以馬修和莉莉將會搬回來住。而泰德則是住在學校的宿舍。後來因為巴尼的女朋友昆恩（Quinn Garvey）要與巴尼同居，於是泰德就搬到昆恩之前住的地方。經過這一段時間的沉澱，泰德又重新回到尋找真愛之旅上。並在羅賓的建議下，泰德打電話給維多利亞，沒想到維多利亞竟然從婚禮現場逃出來，在季末，泰德和維多利亞就這樣私奔了。在其他方面，泰德與巴尼的酒吧「謎題」（Puzzle）終於再次開張。（13集）
在第八季一開始的時候，泰德延續上季末開車私奔的劇情，泰德要求維多利亞要留下字條，最後泰德回去找到維多利亞的前未婚夫克勞斯，後來發現克勞斯其實那天也從婚禮上面落跑了。之後克勞斯也失去了工作，於是泰德讓克勞斯住在他跟維多利亞的公寓。最後克勞斯離開。由於巴尼向羅賓求婚，羅賓允諾，因此將要籌辦他們兩人的婚禮，而泰德主動成為婚禮籌辦者，根據未來泰德的說法，媽媽是在羅賓和巴尼的婚禮上的貝斯手。之後在14集的時候，泰德和一個21歲的小女生約會，後來才發現那是巴尼的同父異母的妹妹。之後泰德在火車上認識一個女生，珍妮特，根據泰德的說法，那是他在遇上孩子母親之前最後一位交往的對象。
在第九季第24集，也就是羅賓與巴尼的婚禮的宴會上，泰德終於看到他未來孩子的母親，而他正式與母親交談則是在火車的月台上。季末揭示多年後孩子們的母親已經過世，而根據孩子們的推測，泰德說這麼久的故事其實想表達的是自己有多愛羅賓。最後在孩子們的鼓勵下，泰德帶著藍色法國號去找當時已離婚並獨居的羅賓，最後一慕暗示兩人重新開始約會。

## 小花邊
- 在第一季第21集，顯示泰德喜歡的對象要會彈貝斯，而媽媽的確符合這點。
- 在第二季第三集，顯示泰德的家庭可能是信奉天主教，因為巴尼要帶泰德的母親去聖彼得教堂。
- 在第六季第一集，描述泰德緊張的時候都會開始撕開酒瓶上的標籤，這跟莉莉做壞事的時候也會撕標籤一樣。
- 在第四季第二十一集，描述泰德會發出一種稱之為「裸女笑聲」（naked lady noise），只要泰德看到裸女的時候（不管是看到真人還是圖畫）"，這點由羅賓親自證實。
- 在第四季第十集，描述泰德人生中只有打過一次架，就是在該集中與酒吧的酒保一同出去打架（但實際上他並沒有出手）。除此之外，泰德曾經被前女友娜塔莉打過。
- 泰德會手語，在泰德第一次與巴尼認識的時候，巴尼要求泰德不要說話假裝啞巴，幫助他追女生，但巴尼沒想到對方會手語，於是泰德就用手語與對方說話。最後對方給巴尼電話（事實上是假電話，因為泰德用手語與對方說不要給巴尼真的電話，第三季第五集）
- 泰德也會講法語，在第三季第十三集的時候，泰德描述他與史黛拉醫生都在講法語。因此史黛拉醫生也會法語。泰德也會講義大利語，因為在第五季第二十二集的時候，泰德使用義大利語朗誦一段但丁的文章。
- 泰德不會講西班牙語，或者他的西班牙語並不好。
- 他帶著他祖母的手錶。（第六季第十五集）
- 第五季第五集，他曾描述他與馬修開車去「Gazzola's」買匹薩的過程中，喝了一種稱之為「Tantrum」的飲料，導致他色盲一個星期。
- 第五季第二十四集，他曾經染成金髮。
- 第六季第二集，泰德描述他的舊房間是個性愛聖殿。（當時他已經買下新房子）
- 第六季第二集，泰德描述他小時候有收集絕地武士。
- 不少情況的下顯示泰德有記不得人名的問題，例如第二季第十四集，他忘記一個叫做馬克的人（馬克的葬禮）；並且忘記某某（Blah Blah，3季15集）以及甜心（Honey，6季15集）的本名。
- 第一季十三集，顯示泰德會彈鋼琴，當時泰德彈鋼琴，維多利亞跳踢踏舞。第七季第十三集，他彈鋼琴，與巴尼一同演唱他們開的酒吧的主題曲「The Puzzles Song」。
- 巴尼的「泡妞手冊」（The Playbook）當中有一個以泰德的名字命名的招數「泰德‧莫斯比」，意思是假裝在婚禮上被拋棄進行泡妞的技巧。另一個因為泰德的舉動而引發的技巧是想要嚇跑約會對象的話，就在約會一開始的時候就對對方說「我愛你」。這是因為第一季第一集的時候，泰德第一次跟羅賓約會就跟對方說「我愛你」把羅賓嚇壞了。而第一季第二集的時候，巴尼使用同樣的招數趕跑了他前一天在派對中認識的對象。在第四季第二十四集的時候，羅賓也使用同樣的技巧試探巴尼。
- 泰德的原型是來自於本劇的編劇之一卡特·贝斯。

## 外部連結
- Ted Mosby is a Jerk （页面存档备份，存于） - 「泰德莫斯比是大混帳」網站。某一次巴尼·史廷森冒用泰德的名字去找一夜情，之後對方非常生氣地做了這個網站。
- Ted Mosby is not a Jerk - 「泰德莫斯比不是大混帳」網站。維多利亞製作幫泰德澄清的網站。
- DOCTOR X （页面存档备份，存于） - 泰德在大學時期自己架的廣播節目，自稱「X教授」。
- CULPA - Ted Mosby - 泰德當教授的時候，學生給予分數的網站。
- The Wedding Bride （页面存档备份，存于） - 電影「婚禮新娘」的網頁。
- Puzzles - 巴尼和泰德一起開的酒吧「Puzzles」的網頁。